# Београдска капија
Београдска капија је једна од две (некад три) главне капије Подграђа Петроварадинске тврђаве. Смештена у куртини југоисточног бастионог фронта између Полубастиона Св. Бенедикта и Бастиона Св. Франциске, на главном путу према Сремским Карловцима и Београду.

## Изградња
Изграђена је почетком друге половине 18. века, 1753. године, у склопу радова на проширењу и утврђивању фортификацијског система Доње тврђаве. Аутентичан склоп овог дела бастионог фронта, осим данашње капије, обухватао је и предњу отворену капију, као и мост преко шанца са мобилним сегментом испред Београдске капије. У годинама пред Други светски рат приликом реконструкције савременог пута, ови делови склопа су уклоњени и урађен је још један колски пролаз.

## Архитектура
Састоји се од, по облику и пропорцијама, две различите фасаде: спољна је дуга 20, унутрашња 40, док је висина и једне и друге 10 метара. Улазна фасада има шест стубова, два прозора и изнад овалног пролаза налазио се грб Новог Сада. Капија је дубока 20 метара, и у њој се налазе четири узидане стражаре и два улаза у бочне просторије. Друга фасада има три овална и два правоугаона пролаза, са осам стубова. Са обе стране капије има по два колска и два пешачка пролаза.
Конструктивни склоп средишњег дела капије састоји се од масивних стубова и пиластера повезаних подеоним лучним носачима који обликују травеје засвођене крстастим сводовима. Поред главног пролаза капије, са леве и десне стране налазе се просторије страже, док се са унутрашње стране, према Подграђу, налази се отворени трем, одакле се силази у подземно минско поље. Фасаде капије су по обради обликоване у барокно-класицистичком стилу, где је спољна фасада ужа, изведена од камених квадера. Зидно платно је малтерисано и бојено, средишња поља су обрађена хоризонталним фугама које прате геометрију лучних отвора.

## Обнова
Капија је капитално обновљена у периоду од 2011. до 2015. године. У току обнове је уместо грба Новог Сада, између кордонског венца и темена отвора, враћена реплика плоче са барељефом, која се налазила на том месту од 1938. до 1941. године. Бронзани барељеф је димензија 3,2х1,5 метара, на којој је приказан улазак српске војске у Нови Сад, са текстом: „Деветог новембра 1918. године, за време владавине Краља Петра I Великог ослободиоца, а под врховном командом престолонаследника регента Александра, кроз ову капију прођоше први одреди победоносне српске војске, доносећи слободу Војводини”. Оригинални барељеф био је рад, тада познате, новосадске вајарке Злате Марков Барањи.